# ハリー・グラバー
ハリー・グラバー（Harry Glover、1995年12月31日 - ）は、トップ14スタッド・フランセ・パリに所属するラグビー選手。

## プロフィール
- イングランド・ロンドン出身。
- ポジションはセンター(CTB)。
- 身長 189cm、体重 85kg
- 7人制イングランド代表に選ばれたことがある[1]。
- 東京五輪の7人制イギリス代表スコッドに選ばれた[2]。

## 略歴
2020年、USカルカソンヌに加入。
2021年、スタッド・フランセに加入。